# Hetsa
Hetsa är en ort i Komorerna.   Den ligger i distriktet Grande Comore, i den västra delen av landet, 17 km söder om huvudstaden Moroni. Hetsa ligger 162 meter över havet och antalet invånare är 785. Den ligger på ön Grande Comore.
Terrängen runt Hetsa är varierad. Havet är nära Hetsa åt sydväst. Runt Hetsa är det tätbefolkat, med 411 invånare per kvadratkilometer. Närmaste större samhälle är Moroni, 17,1 km norr om Hetsa. I omgivningarna runt Hetsa växer i huvudsak städsegrön lövskog.